# Ilona Jurševska
Ilona Jurševska, née le 20 août 1970, est une femme politique lettonne, membre de l'Union des paysans de Lettonie (LZS) et ministre du Bien-être social de Lettonie du 3 novembre 2010 au 25 octobre 2011. Ancienne fonctionnaire locale, elle a dirigé le service de communication de son ministère entre 2008 et 2010.

## Biographie
Elle commence sa carrière en 2004 en tant que chef de projet à l'agence nationale de l'emploi. À partir de 2005, elle y dirige le bureau des relations publiques. En 2007, elle est nommée directrice du département des services et du développement de l'emploi. En 2008, elle entre au ministère du Bien-être social en tant que directrice de la communication. De 2010 à 2011, elle est Ministre du Bien-être social. En 2011, elle devient députée du XIème Saeima. De 2012 à 2013, elle dirige le parti Union des verts et des paysans. En 2013, elle redevient députée du XIème Saeima. En 2014, elle revient au ministère du Bien-être social en tant que secrétaire au Parlement.
À partir de 2014, elle dirige l'agence d'État d'intégration sociale, et est représentante de l'école de santé publique et du bien-être social de l'université Rīga-Stradiņš depuis 2015.